# Kunžak
Kunžak (deutsch Königseck) ist eine Gemeinde in Tschechien. Sie liegt 14 Kilometer östlich von Jindřichův Hradec und gehört zum Okres Jindřichův Hradec. Die Gemeinde hat etwa 1500 Einwohner.

## Geographie

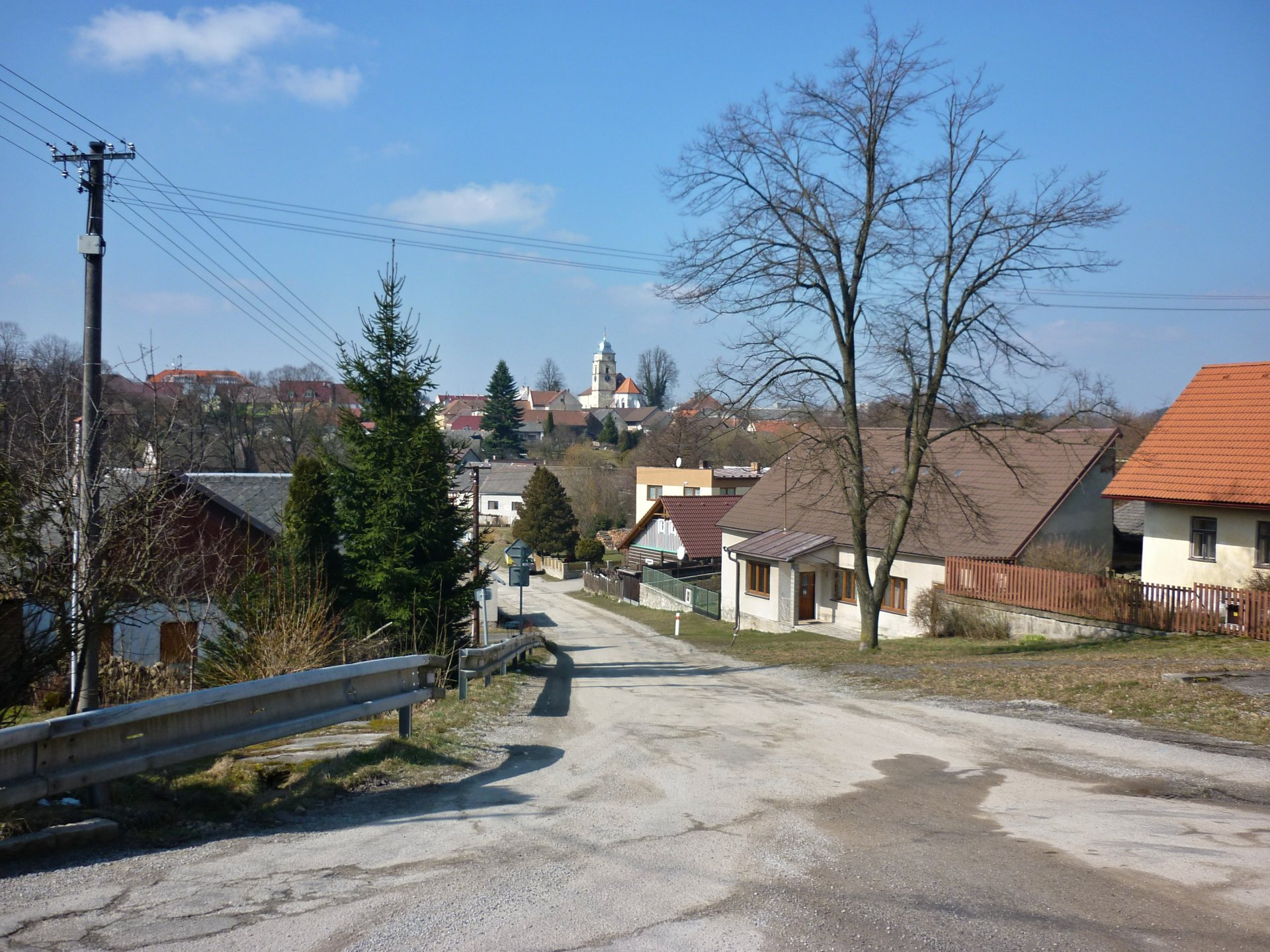
Kunžak

Kunžak befindet sich im Westen der Javořická vrchovina in einer hügeligen Teichlandschaft des Naturparkes Česká Kanada. Nördlich liegt der Teich Komorník und im Nordwesten der Hejtman. Westlich führt die Schmalspurbahnstrecke Jindřichův Hradec–Nová Bystřice vorbei, an der sich in Lomy die Bahnstation Kunžak-Lomy befindet. Südlich erhebt sich der 738 m hohe Vysoký kámen (Markstein), an dem der Koštěnický potok und der Reißbach entspringen.
Nachbarorte sind Budkov, Strmilov und Leština im Norden, Jalovčí im Nordosten, Suchdol, Mosty im Osten, Zvůle und Jitra im Südosten, Kaproun im Süden, Lomy im Westen sowie Střížovice im Nordwesten.

## Geschichte
Kunžak entstand an der Kreuzung der bedeutsamen Handelswege von Jindřichův Hradec nach Dačice und von Strmilov nach Nová Bystřice.
Erstmals urkundlich erwähnt wurde Cunsek am 20. Mai 1288 als Besitz der Königsstadt Telč. 1339 erhielt Ulrich III. von Neuhaus die Herrschaft Telč von Johann von Böhmen verliehen. Durch Vladislav II. erhielt Königseck das Recht zur Abhaltung eines Jahrmarktes und wurde zur Stadt erhoben. Die Stadt besaß die Hochgerichtsbarkeit bis zur Aufhebung durch Kaiser Joseph II. im 18. Jahrhundert und gleichfalls die Braugerechtigkeit. 1556 verwüstete ein Stadtbrand Teile von Königseck. Die Blütezeit der Stadt war im 16. Jahrhundert, als das Handwerk florierte und die Teiche Komornik und Zvůle angelegt wurden. Nach dem Erlöschen der Herren von Neuhaus erhielten die Slawata 1604 den Besitz.
Mit dem Dreißigjährigen Krieg setzte der Niedergang ein. Verwüstungen, Brände und Plünderungen führten dazu, dass Königseck fast völlig wüst lag. Nach 1670 begann der Wiederaufbau der Stadt. Zum Ende des 17. Jahrhunderts erwarb die Familie Liechtenstein-Kastelkorn im Zuge einer Erbteilung die Stadt und im 18. Jahrhundert lebten Handel und Handwerk wieder auf. In dieser Zeit wurden die alten Stadtprivilegien durch Joseph II. und Maria Theresia bestätigt. Beim Stadtbrand von 1808 wurden 105 Häuser vernichtet. 1836 gründete sich ein Laienspieltheater. 1899 nahm die Schmalspurbahn Jindřichův Hradec–Nová Bystřice den Verkehr auf. Bis zum Beginn des 20. Jahrhunderts bestand eine Brauerei.
1923 wurde Kunžak zum offiziellen Namen der Stadt. Nach dem Zweiten Weltkrieg verlor Kunžak die Stadtrechte. Der letzte Viehmarkt wurde 1948 abgehalten. 1964 wurden Mosty und Suchdol eingemeindet, 1980 dann Střížovice, Budkov und Vlčice. 1985 folgte Kaproun und 1989 Valtínov. 1990 ging Střížovice mit Budkov und Vlčice wieder in die Eigenständigkeit.

## Gemeindegliederung
Die Gemeinde Kunžak besteht aus den Ortsteilen Kaproun (Kaltenbrunn), Kunžak (Königseck), Mosty (Temerschlag), Suchdol (Suchental), Terezín (Theresienstein), Valtínov (Walterschlag) und Zvůle (Zwule) sowie den Ansiedlungen Jitra, Lány, Malé Podolí und Velké Podolí.
Das Gemeindegebiet gliedert sich in die Katastralbezirke Kaproun, Kunžak, Mosty, Suchdol u Kunžaku und Valtínov.

## Sehenswürdigkeiten
- Kirche St. Bartholomäus, erbaut 1370
- Brunnen auf dem Marktplatz
- Statue des hl. Johannes von Nepomuk an der Kirche aus dem Jahre 1740
- Katholische Marienkirche in Valtínov, erbaut 1905–1906
- Evangelische Kirche in Valtínov, errichtet 1904–1905
- Kapelle in Mosty
- Kapelle in Kaproun
- Kapelle in Zvůle, errichtet 1904
- Denkmal für Jára da Cimrman in Kaproun
- Obelisk auf dem Vysoký kámen, der 1842 errichtete Triangulationspunkt markiert auch die hier bis ins 16. Jahrhundert gelegene Grenze zwischen den Bistümern Passau, Olmütz und Prag